# Джорджетто Джуджаро
Джорджетто Джуджаро (італ. Giorgetto Giugiaro; народився 7 серпня, 1938 року в Гарессіо, Італія) — відомий італійський автомобільний дизайнер. 

## Біографія
Народився в Гарессіо, провінції  Кунео (П'ємонт).
У 1999 році Джуджаро отримав нагороду Автомобільний Дизайнер Століття, а в 2002 році його введено в Зал автомобільної слави. Крім автомобілів, Джуджаро також розробляв дизайн корпусів фотоапаратів фірми Nikon, комп'ютерних прототипів компанії Apple, а також створив нову форму пасти «Marille».
У 2010 продав контрольний пакет акцій (90,1%) Italdesign Giugiaro S.p.A німецькому автовиробнику Audi AG, який входить до концерну Volkswagen AG.
У 2015 покинув пост керівника Italdesign Giugiaro S.p.A у зв'язку з розбіжностями у поглядах з власниками компанії. В цьому ж році заснував зі своїм сином Фабріціо Джуджаро нову компанію GFG Style (Giorgetto and Fabrizio Giugiaro) розташовану в Монкальєрі провінція Турин.
Також є співвласником групи копаній GFG Progetti s.r.l., до якої входить GFG Style, Giugiaro Architettura та Giugiaro Architettura & Structures.

## Відомі роботи

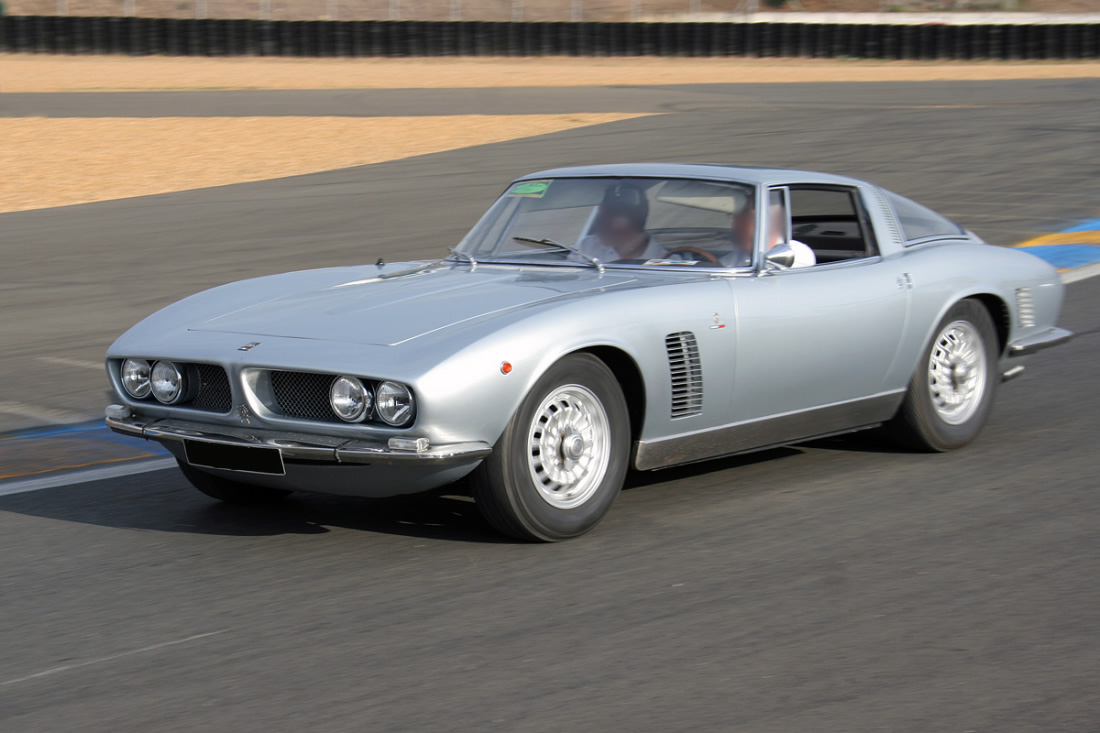
Iso Grifo 1962

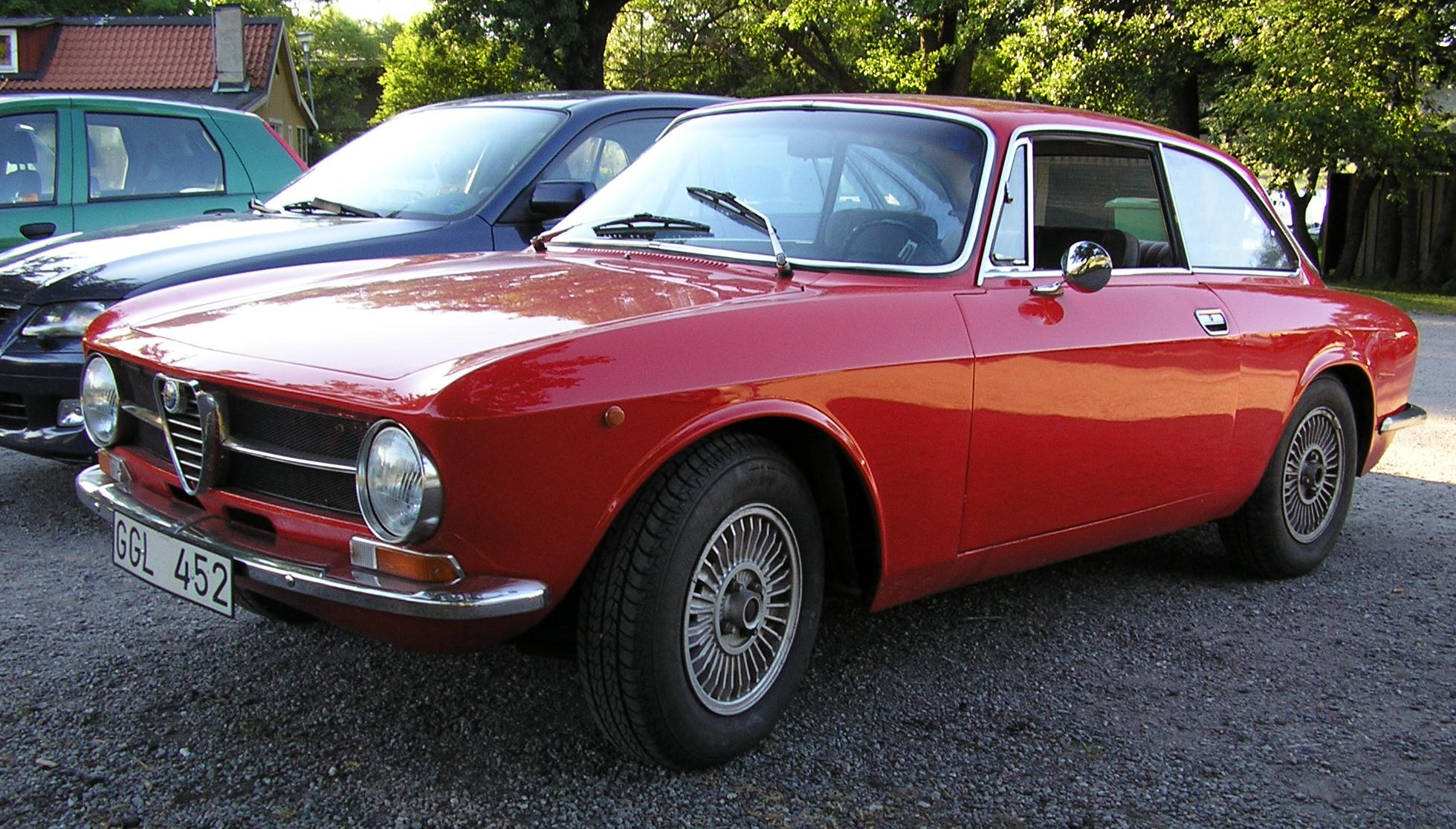
Alfa Romeo Giulia Sprint GT 1963

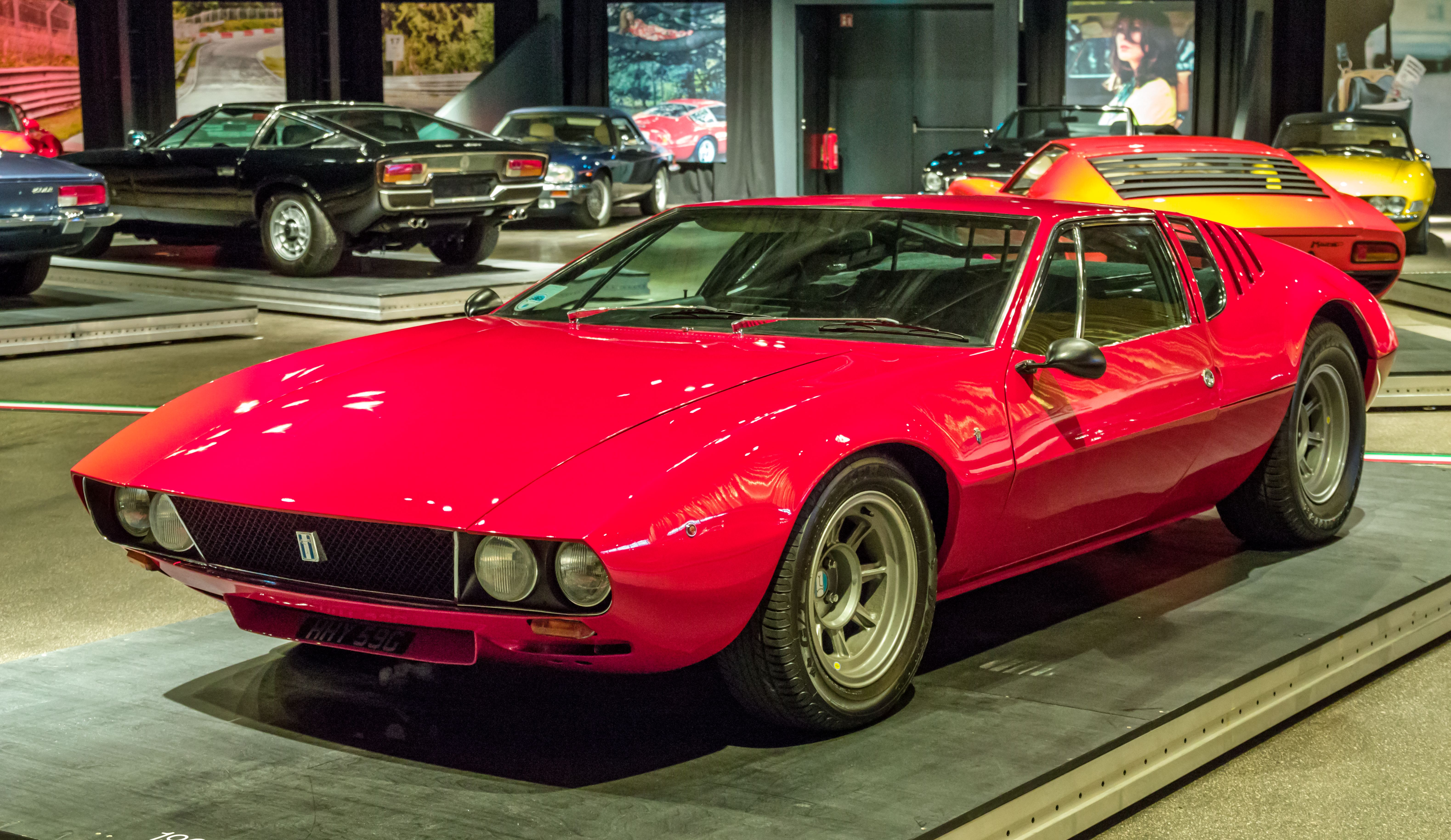
De Tomaso Mangusta 1966

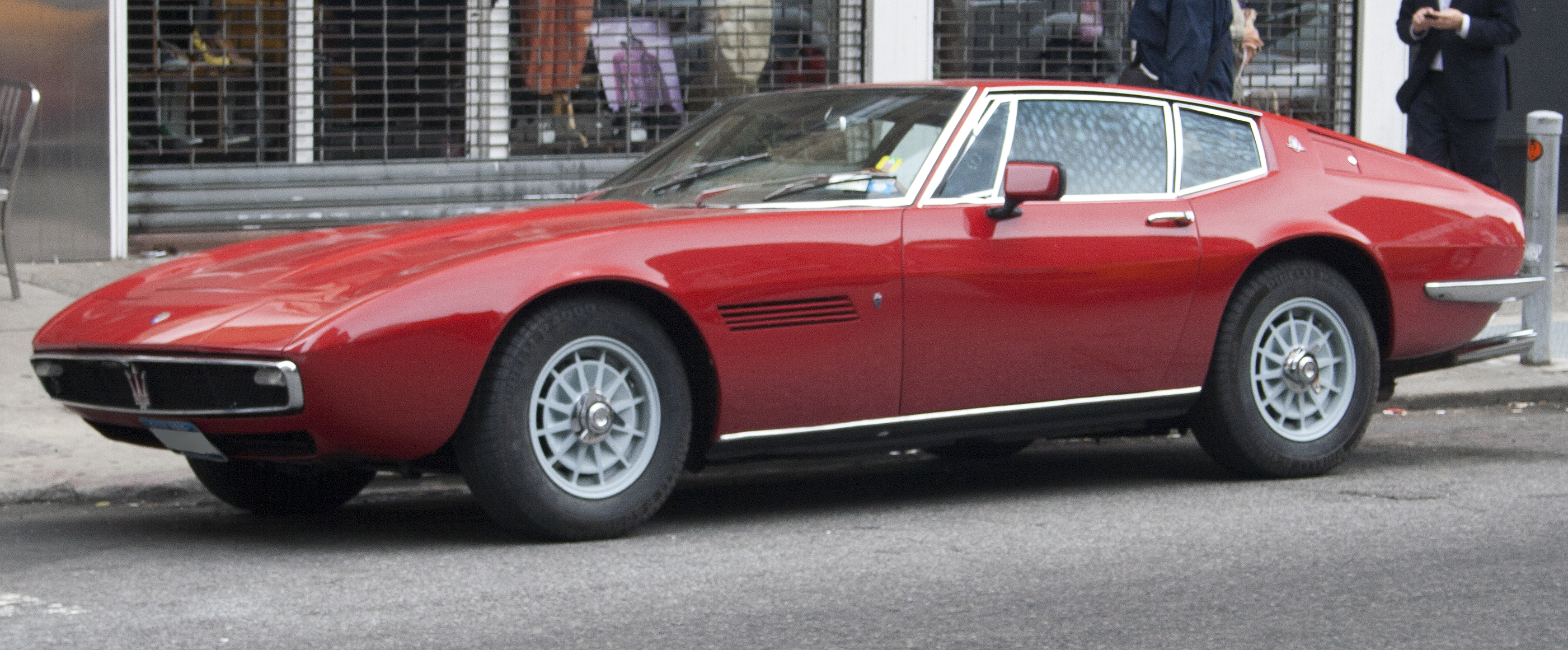
Maserati Ghibli 1966

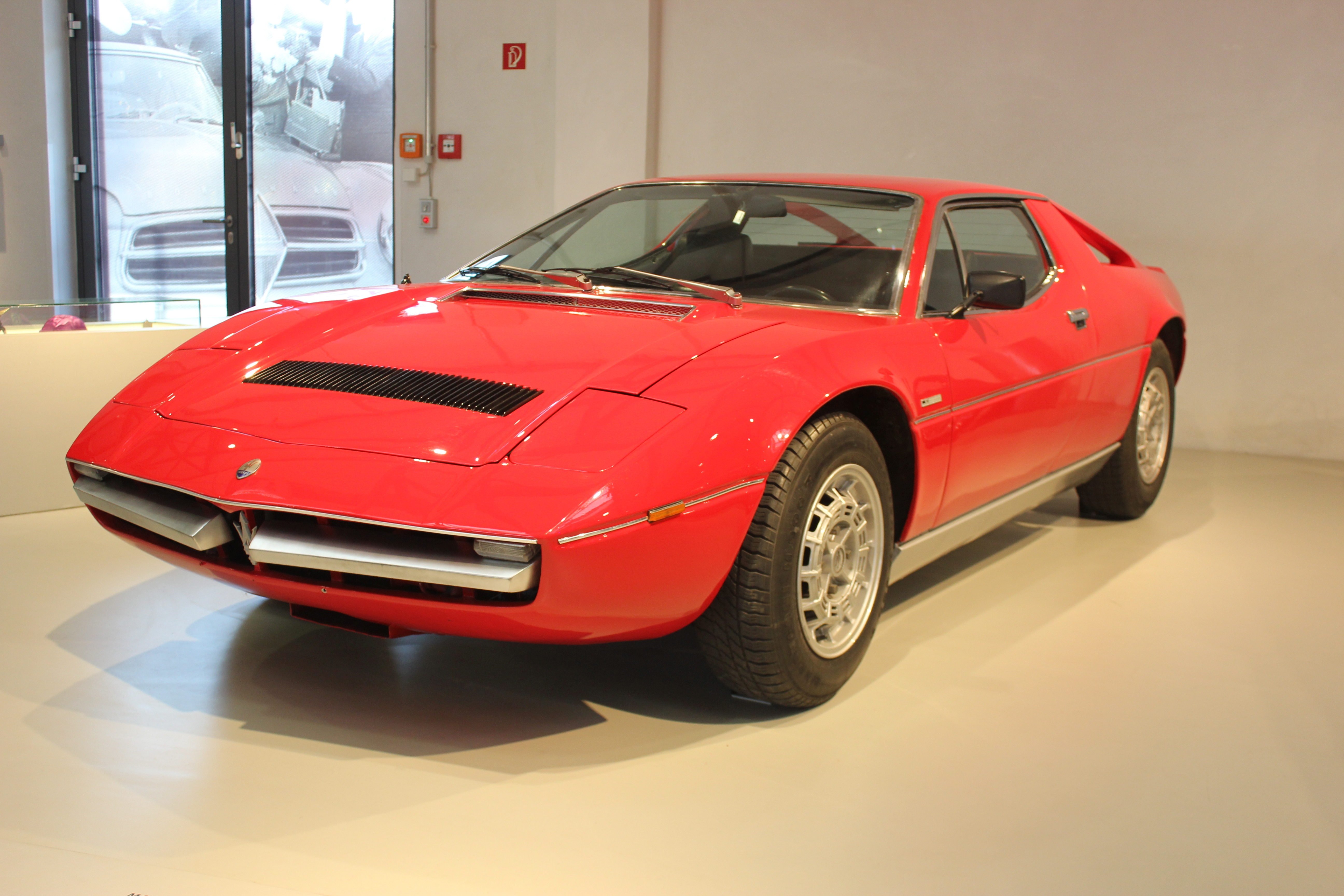
Maserati Merak 1972

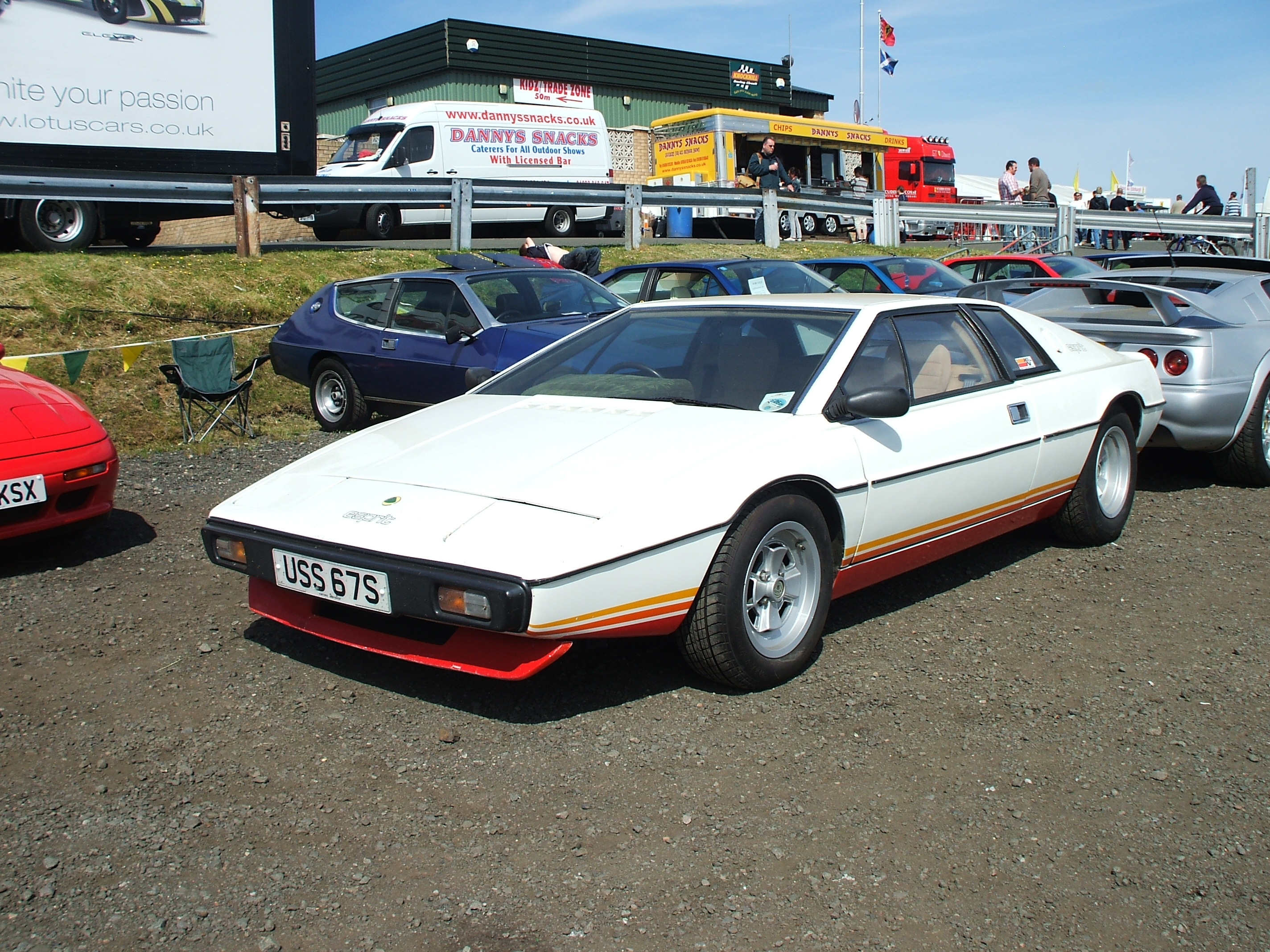
Lotus Esprit S1 1972

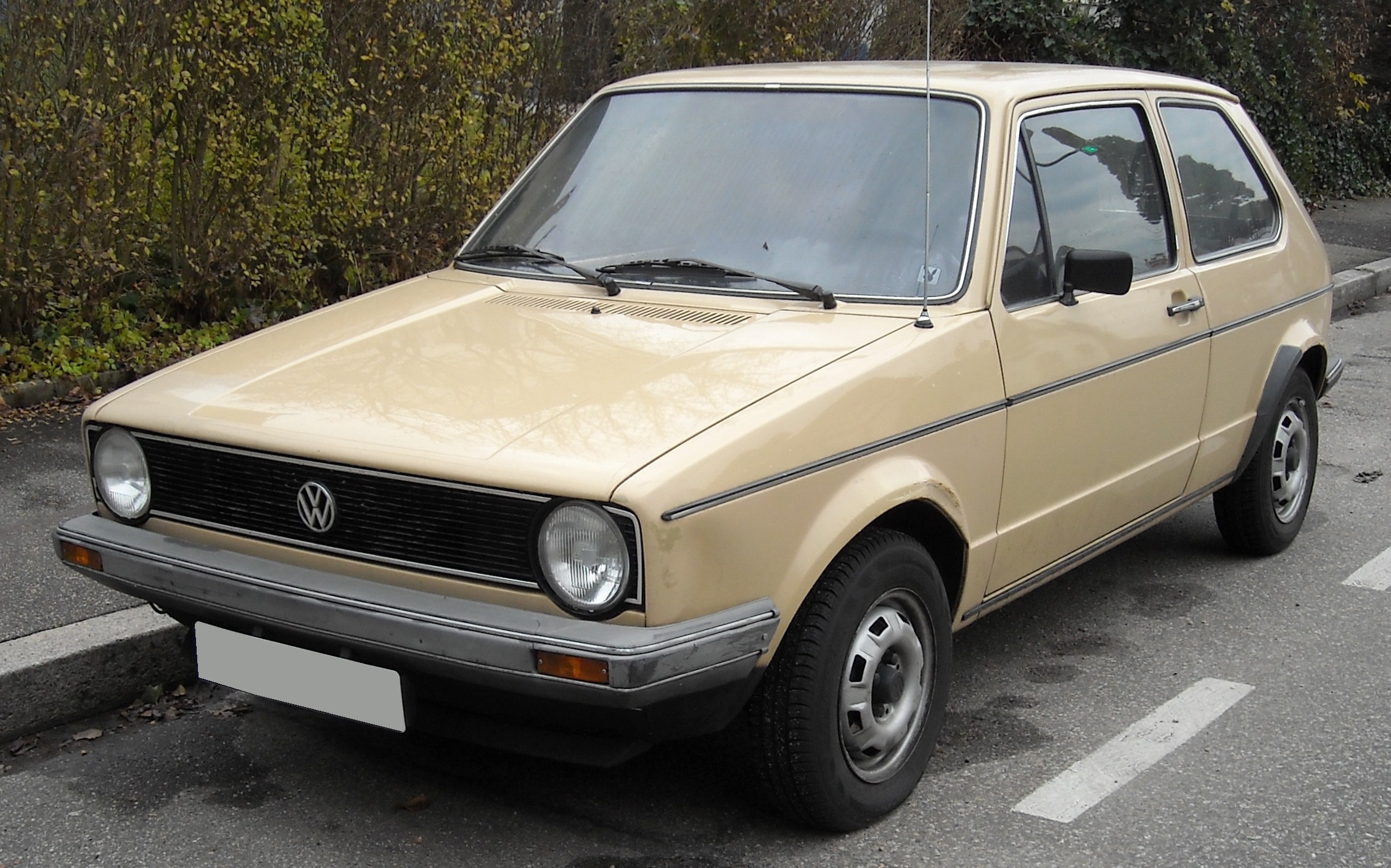
Volkswagen Golf Mk1 1974

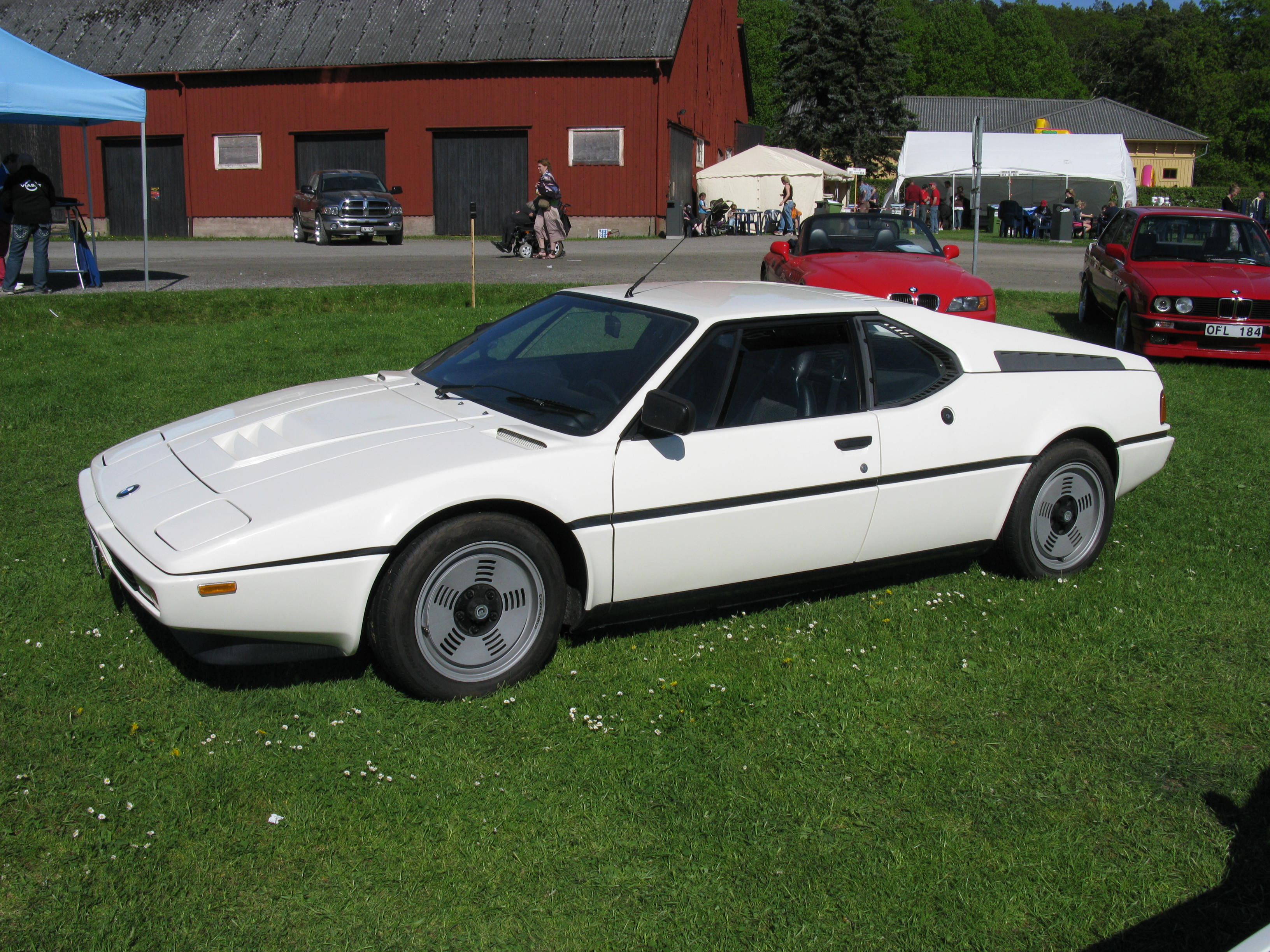
BMW M1 1977

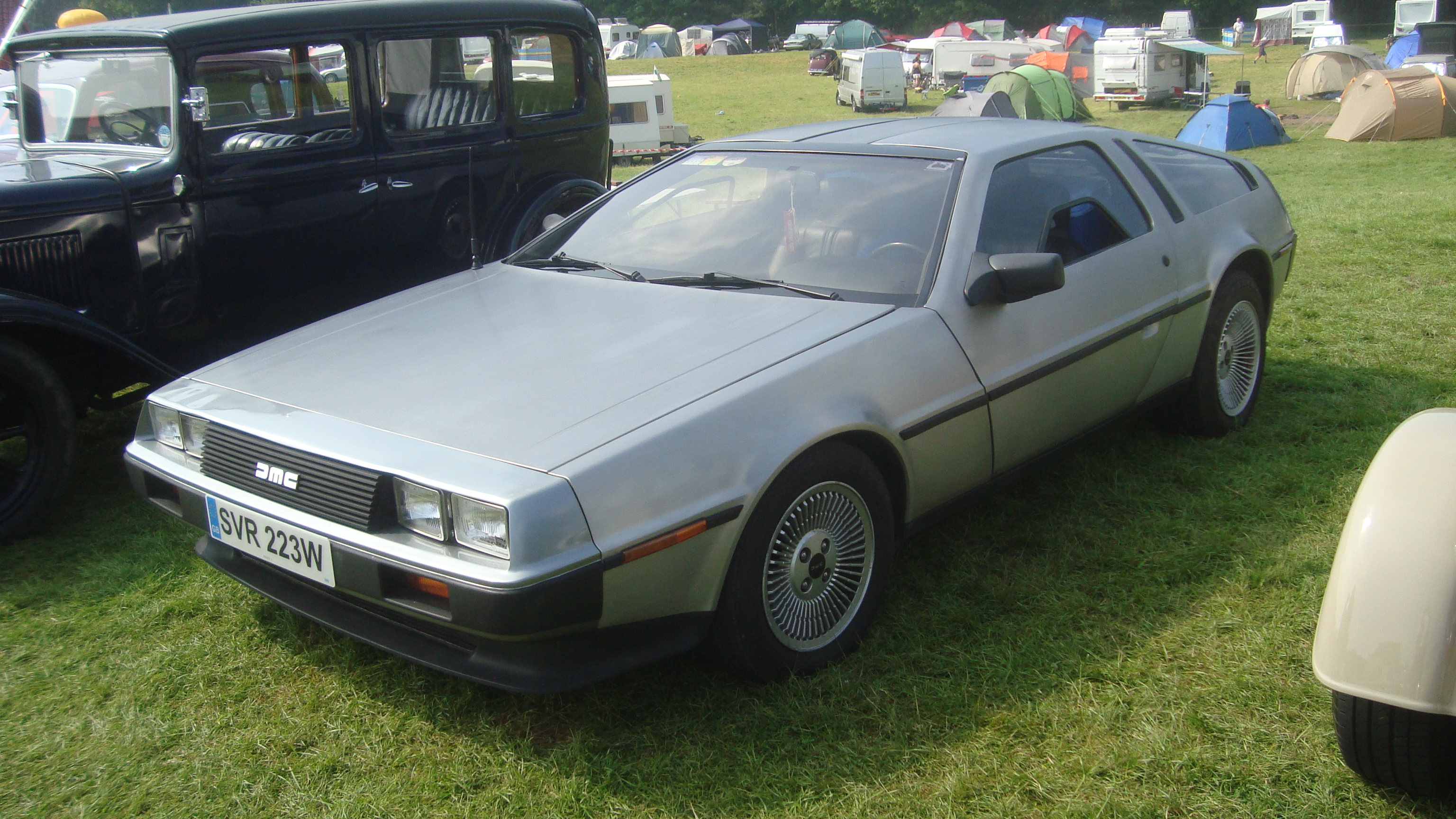
DeLorean DMC-12 1981

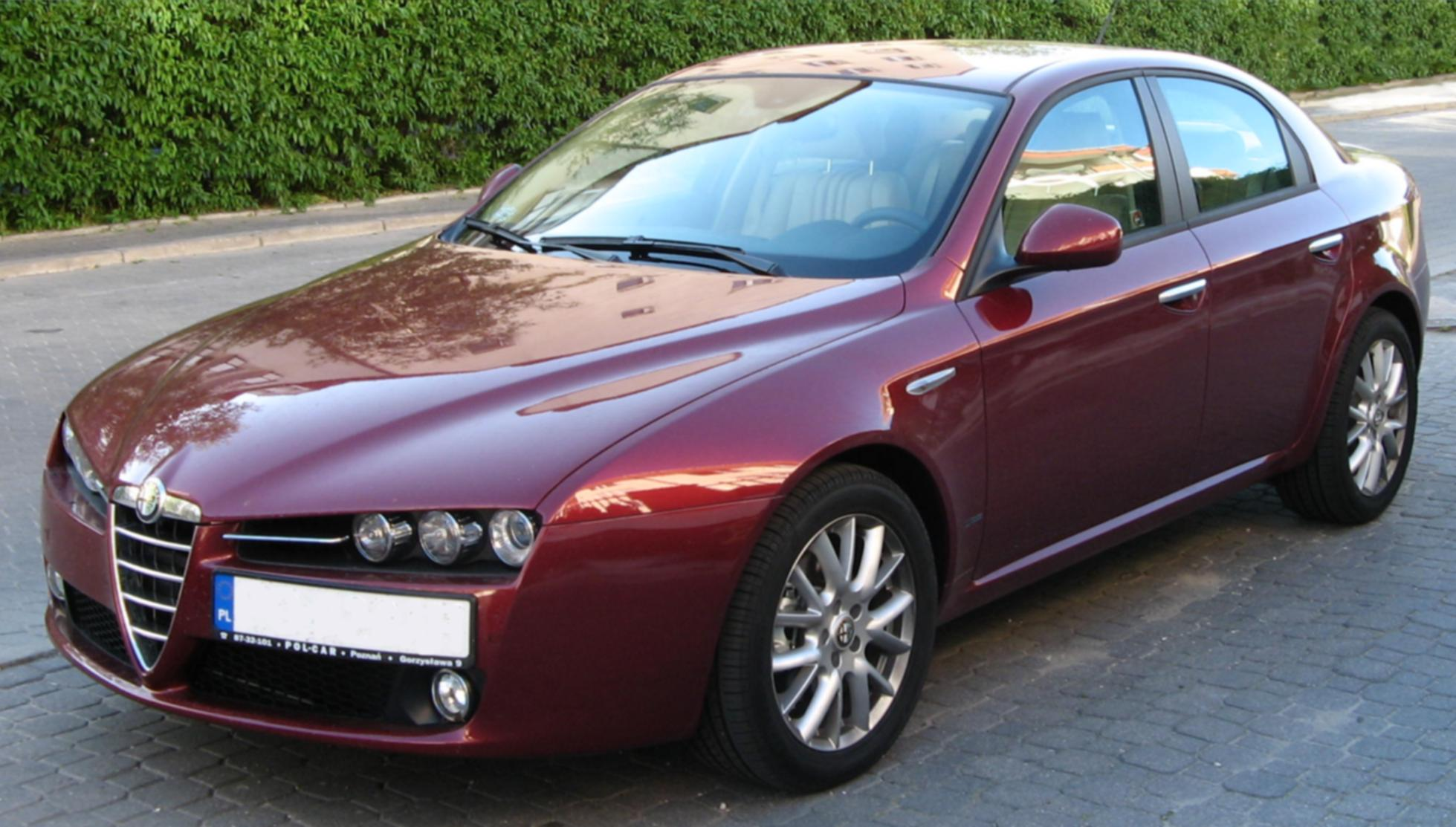
Alfa Romeo 159 2005

### Автомобілі
| - Alfa Romeo - 2600 Sprint (1961) - Giulia Sprint GT/GTV (1963) - Canguro концепт (1964) - Iguana концепт (1968) - Caimano концепт (1971) - Alfasud (1972) - Alfetta GT/GTV (1974) - Sprint (1976) - Brera концепт(2002) - 156 (2003) - Visconti концепт (2004) - 159/159 SW (2005) - Brera (2005) - American Motors - Eagle Premier (1987) - ASA - 1000 GT (1962) - Aston Martin - DB4 GT Bertone 'Jet' (1961) - Audi - 80 (1978) - BMW - 3200 CS (1961) - BMW Spicup концепт (1969) - M1 (1977) - Nazca M12 концепт (1991) - Nazca C2 концепт (1992) - Nazca C2 Spider концепт (1993) - M1 Homage Concept (2008) - Bugatti - ID 90 концепт (1990) - EB 112 концепт (1993) - EB 118 концепт (1998) - EB 218 концепт (1999) - EB 18/3 Chiron концепт (1999) - Buick - Park Avenue Ultra (1989-1990 дизайн салону) - Cadillac - Sixty Special (1989-1993 дизайн салону) - Daewoo - Bucrane концепт (1995) - Lanos (1996) - Lanos Hatchback (1997) - d’Arts концепт (1997) - Matiz (1998) (відомий раніше як проекти ID Cinquecento (1992) та Lucciola (1993) ) - Leganza (1997) - Magnus (2000 та 2003) - Kalos хетчбек (2002) - Lacetti хетчбек (2004) - De Tomaso Mangusta (1966) - DeLorean Motor Company - DMC-12 (1981) - Ferrari - 250 GT SWB Bertone (1960) - Ferrari GG50 (2005) - Fiat - 850 Spider (1965) - Dino Coupé (1967) - Panda (1980) - Uno (1983) - Croma (1985) - Punto (1993) - Palio/Siena (2001) - Croma (2005) - Grande Punto (2005) - Sedici (2005) - Ford - Ford Mustang concept car (1966, 2006) - GFG Style - Sibylla концепт (2018) - GreenTech Automotive (2008) - MyCar NEV - FSO - Polonez (1978) - Gordon-Keeble - GT (1960) - Hyundai - Pony (1974) - Excel (1985) - Sonata (1988) - Stellar (1982) - GreenTech Automotive - GreenTech MyCar (2003) | - Iso Rivolta - Rivolta IR 300 (1961) - Grifo (1963) - Fidia (1967) - Isuzu - 117 Coupe (1968) - Piazza/Impulse (1981) - Italdesign - Aztec концепт (1988) - Quaranta концепт (2008) - Jaguar - Kensington концепт (1990) - Lamborghini - Marco Polo концепт (1982) - Calà концепт (1995) - Lancia - Megagamma концепт (1978) - Delta (1979) - Prisma (1982) - Thema (1984) - Lexus - GS (1993) - Lotus - Esprit (1972) - Etna концепт (1984) - Maserati - Ghibli (1966) - Bora (1971) - Merak (1972) - Quattroporte (1976) - 3200 GT (1998) - Maserati 4200 Coupé (2002) - Spyder (2002) - Mazda - Mazda Familia (1963) - Mazda Luce (1965) - Porsche - Tapiro концепт (1970) - Proton Emas концепт (2010) - Renault - 21 (1986) - 19 (1988) - Saab - 600 (1980) - 9000 (1984) - SEAT - Ibiza (1984) - Málaga (1985) - Proto T & TL концепт (1989-1990) - Proto C концепт (1990) - Toledo (1991) - Córdoba (1993) - Ibiza (1993) - Toledo (1998) - Simca - Simca 1000 Coupé (1962) - Simca 1200S (1967) - Skoda 720 концепт (1972) - SsangYong - Korando (2010) - Subaru - Alcyone SVX (1991) - Suzuki - Cervo (1977–1982) - Carry (1969) - SX4 (2006) - Techrules - Ren (2017) - Toyota - Alessandro Volta концепт (2004) - Volkswagen - Passat (1973) - Golf (1974) - Scirocco (1974) - Jetta (1979) - W12 Syncro Coupé концепт (1997) - W12 Roadster концепт (1998) - W12 Nardò концепт (2001) - W12 Record концепт (2002) - Zastava - Yugo - Florida (1988) |

### Фотоапарати

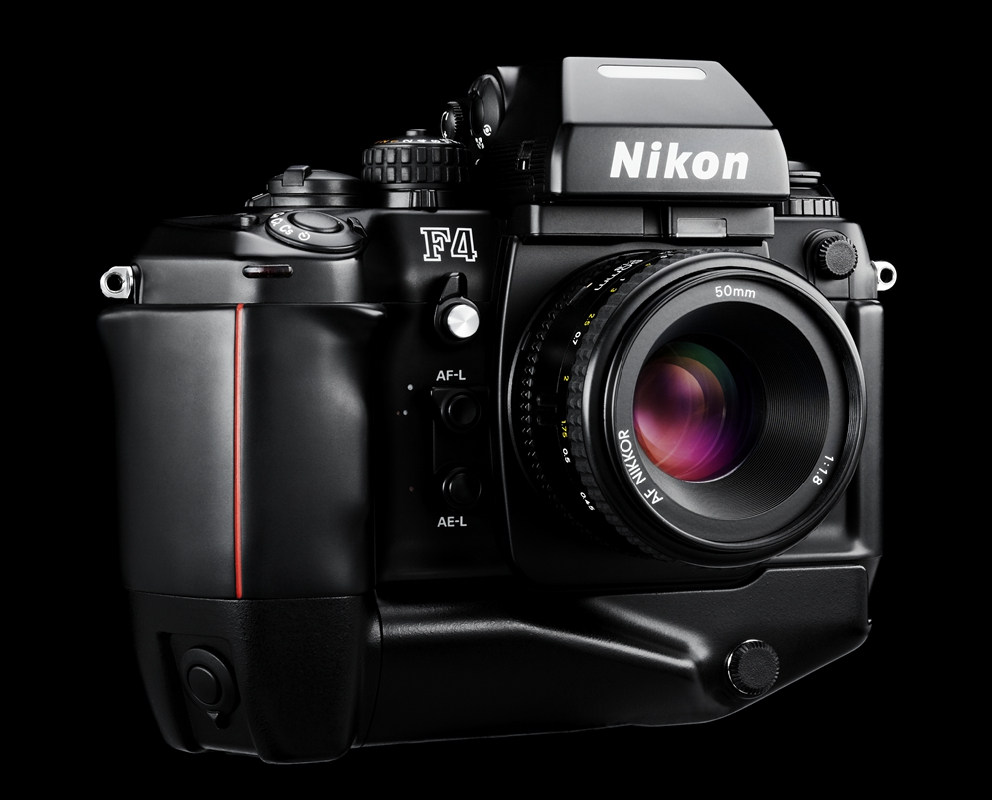
Nikon F4S Giugiaro Design

- Nikon
  - EM (1979)
  - F3 (1980) [9]
  - L35-AF (1983)
  - F4 (1988)
  - F5 (1996)
  - D2H (2003)
  - F6 (2004)
  - D3 (2007)
  - D4 (2012)
  - D800 (2012)

## Дизайнерські студії
- Bertone (1960—1965)
- Ghia (1966—1968)
- Italdesign Giugiaro (1969—2015)
- Giugiaro Architettura (1995—наш час)
- Giugiaro Architettura & Structures (2014—наш час)
- GFG Style (2015—наш час)